# Căruia
Căruia – wieś w Rumunii, w okręgu Dolj, w gminie Terpezița. W 2011 roku liczyła 37 mieszkańców.